# Долгоносики-трухляки
Долгоносики-трухляки (лат. Cossoninae) — подсемейство жуков-долгоносиков (Curculionidae). Насчитывают около 1700 видов; представители распространены всесветно.

## Образ жизни
Большинство представителей подсемейства на личиночных и взрослых стадиях — ксилобионты, питающиеся мёртвыми тканями растений: как правило, древесиной покрытосеменных и хвойных, реже — листьями папоротников, пальм, агавовых; имаго некоторых видов описаны из лесной подстилки. Известны отдельные случаи ассоциации с муравьями. Ряд представителей приурочен к плавнику (выброшенной на берег древесине).

## Строение
Небольшие жуки с вытянутым, уплощённым телом, обычно достигающие в длину 2—7 мм. Поверхность тела скульптурирована ямками либо морщинками и покрыта редкими волосками; в редких случаях волосяной или чешуйчатый покров достигает значительной густоты. Относительно короткая и широкая головотрубка несёт на эпистоме (дистальной части) поперечный ряд из нескольких щетинок (иногда их число сокращено до двух). Известно несколько представителей с полной редукцией головотрубки. Ноги короткие; голени на вершине несут характерный изогнутый отросток (ункус) и лишены вершинного венчика щетинок, а также внутренней и наружной щёток. Лишь на передней паре ног на внутреннем крае голеней имеется усаженная щетинками выемка, возможно, гомологичная внутренней щётке.

## Палеонтология
Обнаружено более 20 ископаемых видов, включая Acamptus exilipes, Dryotribus pedanus, Ogygius obrieni, Caulophilus elongatus, C. ruidipunctus, C. camptus и Stenotrupis pumilis.